# Мехмед V
Мехмед V Решад (на турски: V. Mehmed, Mehmet Reşat) е 35-ият султан на Османската империя от 27 април 1909 до 3 юли 1918 година.

## Управление
Няма никаква реална политическа власт. През 1914 г. след започването на Първата световна война обявява Джихад на Съюзниците, последният халиф, който прави това. С помощта на британски военни части арабите извоюват своята независимост от Османската империя.
Умира през 1918 г.